# 國民革命軍第八十四軍

該軍前身是桂系一部。1938年4月，國民政府為加強武漢會戰的力量，以桂系第8軍團新建的3個師合編為第84軍，隸屬第5戰區。夏威任第8軍團長兼軍長，覃連芳、徐文名任副軍長，下轄：第131師，林賜熙任師長；第188師，劉任任師長；第189師，凌壓西任師長。該軍組成後，即參加武漢會戰。61日，夏威免去兼職，由覃連芳繼任軍長。

## 改編
1939年初，國民政府軍事委員會進行局部編制調整，該軍第131師第188師奉命改隸第31軍。另將第31軍的第173師，174師轉隸第84軍，第173師，賀維珍、鐘毅先後任師長；第174師，張光煒任師長；第189師，凌壓西任師長。4月，該軍奉命參加隨棗會戰。同年6月29日，覃連芳他調，由莫樹杰任軍長，徐啟明任副軍長。同年12月至1940年5月，該軍隸屬第11集團軍，先後參加了1939年冬季攻勢作戰和棗宜會戰。
1940年5月9日，第173師師長鐘毅在棗宜會戰中陣亡，由粟廷勳繼任師長。
1941年初，第173師改隸第5戰區直轄，莫樹杰任軍長，凌壓西任副軍長。此時，該軍下轄第174師、第189師。同年1月至10月，該軍先後參加了豫南會戰、第2次長沙會戰。
1943年2月，該軍隸屬第5戰區參加了鄂西會戰。7月，莫樹杰調走後由張光煒任軍長，粟廷勳、譚何易任副軍長，轄第174師，牛秉鑫任師長；第189師，張文鴻任師長。此後，該軍先後參加了常德會戰和豫中會戰。
1945年8月，該軍番號和第189師被裁撤，原轄第174師改隸第48軍(軍長張文鴻）。

## 偽軍新編制
該軍前身是偽軍吳化文部。1945粘月，國民政府將偽軍吳化文部改編為新編第55路軍。10月，吳部由蚌埠、徐州沿臨城、滕縣北上參加內戰，在進至山東界河時，被人民解放軍殲其大部，殘部逃入兗州。

## 重新編制
1946年2月，第5路軍殘部與山東地方部隊合編為暫編第7縱隊，不久又改編為山東保安第2縱隊。
1947年春，山東保安第2縱隊改編為整編第84師（軍），隸屬第2 綏靖區整編第96軍。吳化文任師長，楊團一任副師長，下轄：整編第155旅，楊友柏任旅長；整編第161旅，徐日政任旅長。

## 濟南戰役起義
1948年9月，在濟南戰役中，該整編師在吳化文的率領下起義，接受中國人民解放軍改編。